# Decapterus
Decapterus – rodzaj ryb okoniokształtnych z rodziny ostrobokowatych (Carangidae). W języku polskim określane są nazwą trzogony.

## Klasyfikacja
Gatunki zaliczane do tego rodzaju:
- Decapterus akaadsi
- Decapterus koheru
- Decapterus kurroides
- Decapterus macarellus – trzogon skad[4], skad[4]
- Decapterus macrosoma – trzogon lajang[4]
- Decapterus maruadsi – trzogon maruadski[5]
- Decapterus muroadsi
- Decapterus punctatus – trzogon[6], trzogon atlantycki[4]
- Decapterus russelli
- Decapterus tabl

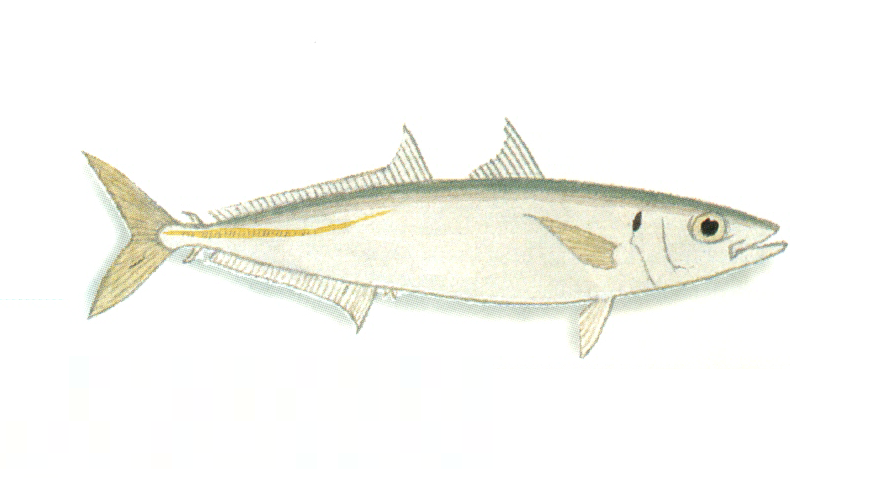
Decapterus macarellus
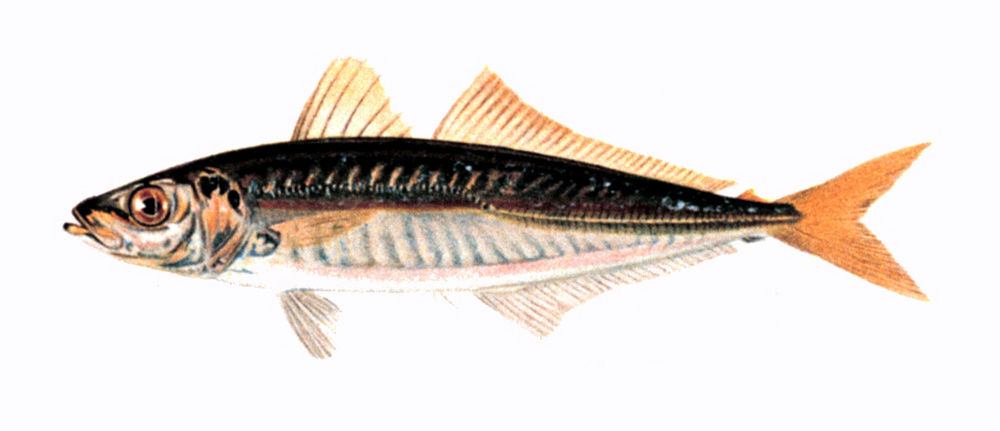
Decapterus punctatus
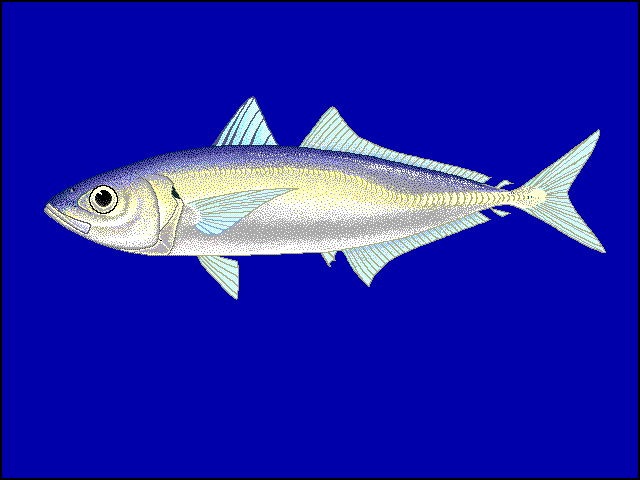
Decapterus russelli